# Comuna Javgur, Cimișlia
Comuna Javgur este o comună din raionul Cimișlia, Republica Moldova. Este formată din satele Javgur (sat-reședință), Artimonovca și Maximeni.
Distanța directă până la Cimișlia este de 19 km, iar până la Chișinău 54 km.

## Demografie
La recensământul din 2004, populația la nivelul comunei Javgur constituia 2 179 de oameni, dintre care 48,60% - bărbați și 51,40% - femei. Compoziția etnică a populației comunei: 84,40% - moldoveni, 2,39% - ucraineni, 0,46% - ruși, 0,64% - găgăuzi, 12,12% - bulgari. În comuna Javgur au fost înregistrate 676 de gospodării casnice în anul 2004, iar mărimea medie a unei gospodării era de 3,2 persoane.
Conform datelor recensământului din 2014comuna are o populație de 1 359 de locuitori, dintre care 50,3% - bărbați și 49,7% - femei. În comuna Javgur au fost înregistrate 485 de gospodării casnice în anul 2014.
| Grup etnic                    | Populație | % Procentaj |
| ----------------------------- | --------- | ----------- |
| Băștinași declarați Moldoveni | 1 143     | 84,2%       |
| Ucraineni                     | 21        | 1,5%        |
| Bulgari                       | 163       | 12,0%       |
| Alții                         | 32        | 2,3%        |
| Total                         | 1 359     |             |

## Administrație și politică
Primarul este Constantin Răileanu (PSDE), reales în noiembrie 2023.
Componența Consiliului local Javgur (11 consilieri), ales la 5 noiembrie 2023, este următoarea:
|  | Partid                            | Consilieri | Componență | Componență | Componență | Componență | Componență | Componență |
|  | --------------------------------- | ---------- | ---------- | ---------- | ---------- | ---------- | ---------- | ---------- |
|  | Partidul Acțiune și Solidaritate  | 6          |            |            |            |            |            |            |
|  | Partidul Social Democrat European | 5          |            |            |            |            |            |            |